# Moby Orli
Il Moby Orli è un traghetto appartenente alla compagnia di navigazione italiana Moby Lines.

## Caratteristiche
La nave è mossa da 4 motori diesel Wärtsilä-SEMT Pielstick 12PC2-6V da 23.000 KW totali che le consentono di arrivare alla velocità massima di 22 nodi trasportando 580 automobili e 2500 passeggeri.
È un traghetto ro/ro dotato di doppia apertura, sia della prua che dei portelloni a poppa.
I servizi disponibili a bordo sono: cabine (400 circa), ristorante à la carte, ristorante self-service, bar, show lounge, area giochi per bambini, sala video games, negozio con prodotti tipici corsi, solarium, aria condizionata, Wi-Fi, totem per la ricarica telefonica, stabilizzatori, cerificazione ISPS.

## Servizio
Moby Orli fu costruita presso il cantiere navale di Perno in Turku, Finlandia, per Rederi AB Slite con il nome Olympia. La nave fu consegnata il 26 aprile 1986 e operò tra Stoccolma e Helsinki per Viking Line. Oltre all'Olympia fu costruita la gemella Mariella (ora Mega Regina per Corsica Ferries - Sardinia Ferries).

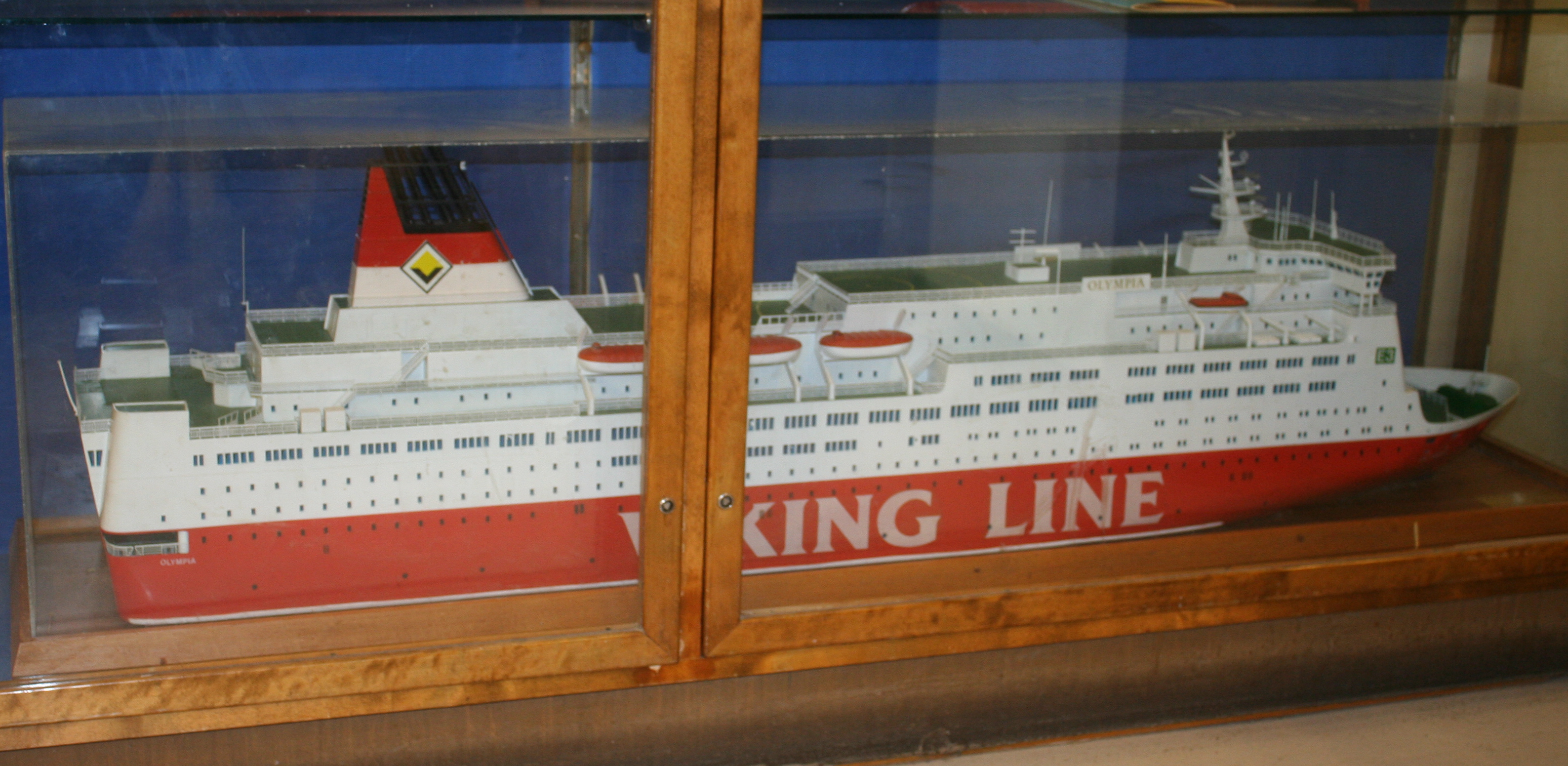
Un modello dell'Olympia durante il suo servizio per Viking Line.

Nel 1993, la società Rederi AB Slite soffrì di problemi finanziari e fu costretta a dichiarare bancarotta. L'Olympia fu venduta alla Irish Ferries e viene subito noleggiata alla P&O Ferries che la ribattezzò Pride of Bilbao.
Dal 1994 al 2008 la nave viene registrata a Portsmouth, invece da novembre 2008 al 2010 viene registrata a Nassau, Bahamas.
Nel 2002 ricevette dei lavori di ristrutturazione, durante i quali la maggior parte degli spazi pubblici furono aggiornati con il nuovo branding di P&O Ferries, inclusa la livrea.
La nave operò tra Portsmouth e Bilbao tra il 1993 e il 2010, completando un'attraversata di ritorno ogni tre giorni. Fu anche usata precedentemente per la tratta Portsmouth - Cherbourg.
Il 15 gennaio 2010, P&O Ferries annunciò che la tratta Portsmouth - Bilbao sarebbe stata chiusa, con l'ultima traversata da Bilbao il 27 settembre 2010, quando il noleggio a P&O Ferries sarebbe scaduto. P&O annunciò che la tratta era in perdita e che non potevano finanziare una nuova sostituzione per la nave. Allo stesso tempo, non era disponibile nessun'altra nave che potesse essere comprata o noleggiata.
P&O dichiarò che nei tre anni precedenti provarono tutto quello che potevano per rendere la tratta proficua. Dal 2019, Brittany Ferries continua a servire la rotta.
A seguito della chiusura della rotta di P&O, Pride of Bilbao ritornò alla Irish Ferries e fu rinominata Bilbao nell'ottobre 2010. La nave lasciò Portsmouth per l'ultima volta il 30 settembre 2010, dopo che tutti i prodotti e equipaggiamenti di P&O furono rimossi e partì per Falmouth per rinnovamenti. Durante il periodo a Falmouth nel dicembre 2010 Irish Ferries vendette la nave a St. Peter Line che la acquistò per un nuovo servizio tra San Pietroburgo e Stoccolma da maggio 2011 dopo il completamento dei rinnovamenti.
Lasciò Falmouth subito dopo il Natale del 2010 e partì per Skagen in Danimarca arrivando il 31 dicembre 2010 dove rimase ancorata per un paio di giorni. Il 2 gennaio 2011 passò per il Mar Baltico verso Klaipėda, Lituania.

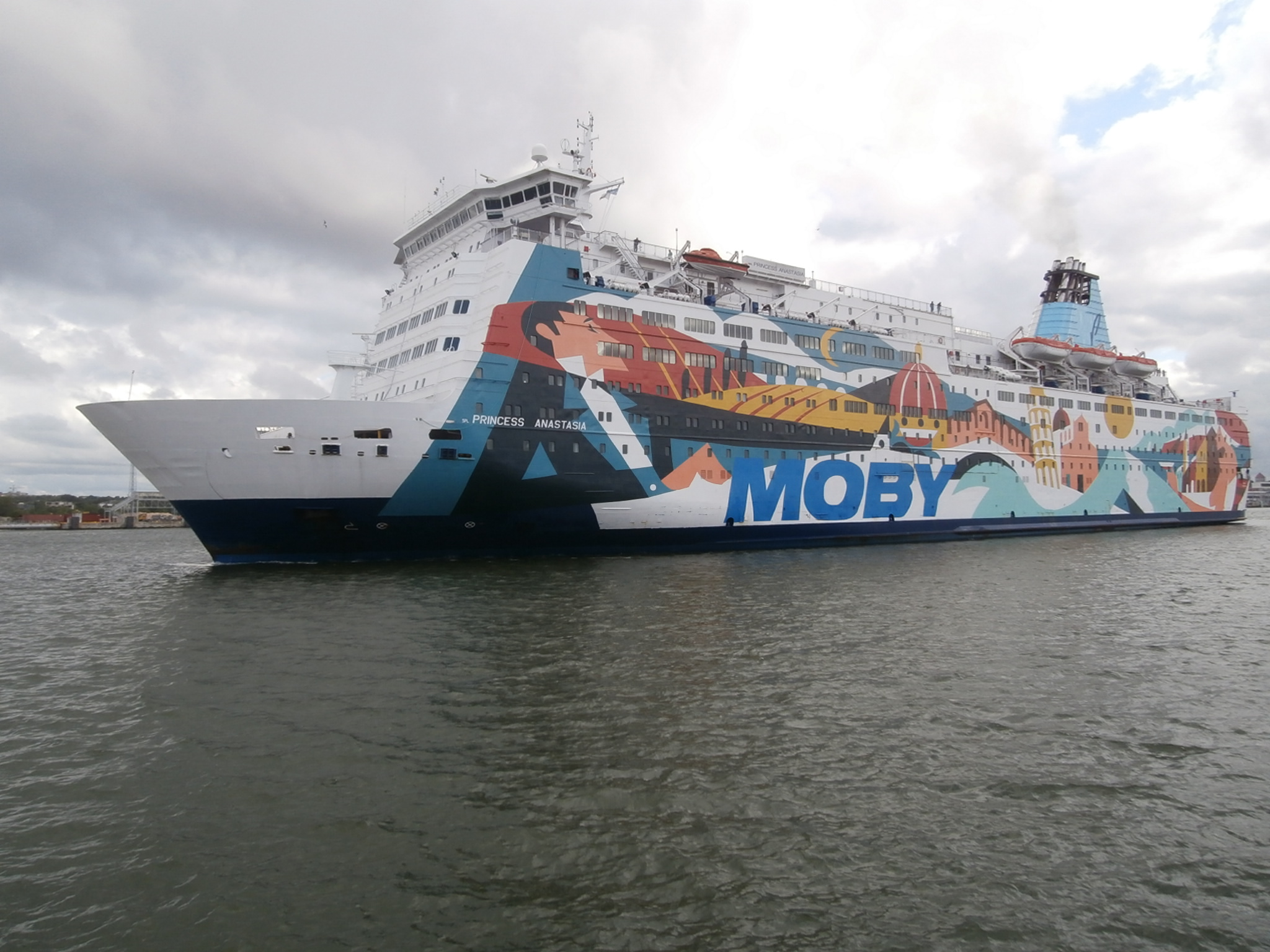
SPL Princess Anastasia con la livrea di Moby Lines nel luglio 2017.

La SPL Princess Anastasia fece il suo primo viaggio per St. Peter Line nell'aprile 2011. Partì da San Pietroburgo il 31 marzo e arrivò a Stoccolma il giorno successivo nel 1º aprile, completando il suo primo viaggio con passeggeri da settembre 2010.
Nel 2017 la compagnia Moby S.p.A. acquistò la compagnia St. Peter Line che cambia nome in Moby SPL Limited. Di conseguenza la nave divenne proprietà di Moby S.p.A.
Fino al 2020 il traghetto operò in un servizio circolare da Stoccolma a San Pietroburgo fermandosi a Helsinki nell'andata e a entrambe Helsinki e Tallinn nel ritorno. Dall'inizio della pandemia di COVID-19 nel 2020 i viaggi sono stati cancellati. Dal 3 maggio 2020 al 3 giugno 2022 il traghetto venne utilizzato come nave alloggio in un cantiere di Novatek presso Murmansk nel nord della Russia. Ad aprile 2022 Moby SPL iniziò delle negoziazioni con le autorità di Kaliningrad per vendere la nave e servire la rotta da San Pietroburgo a Kaliningrad, ma le autorità la rifiutarono a causa dell'età e dei costi per le riparazioni e per i passeggeri.
Ad inizio giugno 2022 il traghetto lascia la Russia per dirigersi al cantiere navale Palumbo a Messina, dove arriva il 16 giugno 2022, per essere subito sottoposta a dei lavori di refitting. Il 24 novembre dello stesso anno, la nave viene ribattezzata Moby Orli.

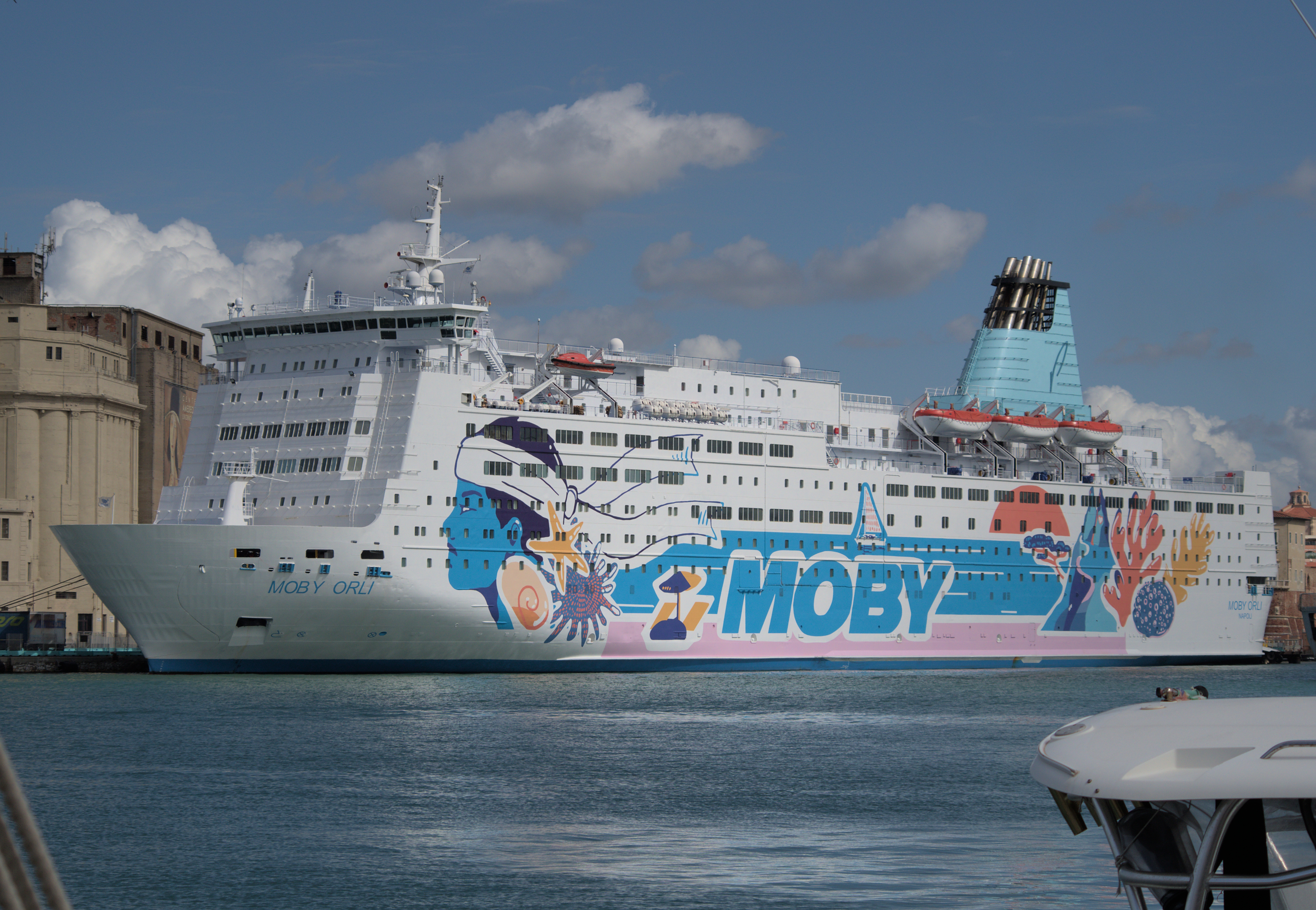
Moby Orli al porto di Livorno nel 2023, con la livrea disegnata da Marie Caroline Andreani.

La nuova livrea nasce da un progetto dell'università SupDesing Ajaccio che tramite selezione, vinta dalla studentessa Marie Caroline Andreani, ha dato nuova vita alla nave con un design dedicato alla Corsica su entrambe le fiancate.
Dal 18 al 20 Settembre 2023 è stata utilizzata come set per le riprese di alcune scene del film L'Apparato Umano di Paolo Sorrentino. La nave è salpata dal porto di Livorno, per girare alcune scene in mare aperto con l'attrice protagonista Luisa Ranieri e le oltre 400 comparse selezionate.
Durante la stagione estiva 2024, viene impiegata sulla nuova rotta Genova - Ajaccio - Porto Torres con cadenza trisettimanale. Precedentemente sono in programma anche le tratte Genova-Bastia e Livorno-Bastia, quest'ultima in sostituzione della Moby Vincent.
Da ottobre a dicembre 2024 viene impiegata sulla Napoli-Palermo in sostituzione del Raffaele Rubattino. Nel gennaio 2025 viene disarmato a Piombino.
Il 19 maggio 2025 salpa da Piombino per Bastia, dove viene sottoposto ai consueti controlli da parte delle autorità francesi, in vista del rientro in servizio nei collegamenti tra lo scalo corso e Livorno in sostituzione del Moby Zazà.
La mattina del 24 maggio prende servizio nei collegamenti estivi tra Livorno e Bastia.

## Incidenti
Il 26 agosto 2006 la Pride of Bilbao fu ispezionata da investigatori e ufficiali del Marine Accident Investigation Branch (MAIB) e la Polizia dell'Hampshire per la morte di tre velisti. La nave era una di almeno cinque navi investigate dal MAIB. Sì pensò che la nave ebbe una collisione o sfiorò lo yacht Ouzo sulla costa dell'Isola di Wight il 20 agosto, portando alla morte di tutti gli uomini a bordo. Il rapporto del MAIB sul naufragio dell'Ouzo fu rilasciato il 12 aprile 2007. Il rapporto concluse che l'affondamento dello yacht fu causato da una collisione causata dalla Pride of Bilbao, o dalla scia della nave che sommerse o capovolse l'imbarcazione.
Nella mattina del 6 novembre 2019 SPL Princess Anastasia si arenò fuori da Lidingö a Stoccolma sulla rotta verso Helsinki, dopo aver sofferto un blackout dell'elettricità della nave. La nave fu trainata verso Stoccolma e fu ispezionata. Non subì alcun danno maggiore e poté proseguire verso Helsinki la mattina seguente. Furono presenti 1065 persone a bordo durante l'incidente. Nessun passeggero o membro dell'equipaggio fu ferito. L'Agenzia del Trasporto Svedese sospettò che il blackout fu causato da una miscela di gasolio russo e svedese creando un'ostruzione.

## Navi gemelle
- Mega Regina